# Tillandsia spiculosa
Tillandsia spiculosa är en gräsväxtart som beskrevs av August Heinrich Rudolf Grisebach. Tillandsia spiculosa ingår i släktet Tillandsia och familjen Bromeliaceae.

## Underarter
Arten delas in i följande underarter:
- T. s. micrantha
- T. s. spiculosa
- T. s. stenoglossa
- T. s. triticea